# Émile Blanchard
Charles Émile Blanchard, född 7 mars 1819 i Paris, död 11 februari 1900 där, var en fransk zoolog. Han var far till Raphaël Blanchard.
Blanchard utförde mellan 1844 och 1847 forskningsresor till Sicilien och andra regioner i Italien. Han blev 1862 professor och invald i Franska vetenskapsakademin i Paris. Blanchard var 1876-88 professor vid det agronomiska nationalistitutet.
Förutom en del större arbeten om insekternas naturalhistoria, deras metamorfoser och instinkter utgav Blanchard skrifter om Frankrikes sötvattensfiskar och maskarnas byggnad.